# Baldomero
São Baldomero (Forez, século VII – Lyon, 24 de fevereiro de 630) foi um subdiácono e mártir cristão.
É considero padroeiro dos ferreiros e chaveiros e seu dia é comemorado em 27 de fevereiro.